# Hammer Grünhund

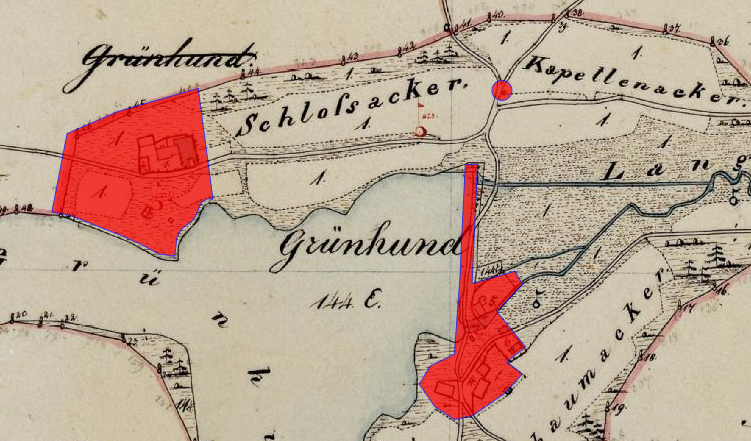
Lageplan des Hammers Grünhund (Wurmannsquick) auf dem Urkataster von Bayern

Der Hammer Grünhund war ein Eisenhammer mit einem Hammerschloss in der Ortschaft Grünhund, heute einer Wüstung im Oberpfälzer Truppenübungsplatz Grafenwöhr im Landkreis Neustadt an der Waldnaab von Bayern. „Untertägige mittelalterliche und frühneuzeitliche Befunde in der Wüstung „Grünhund“, darunter die Spuren eines Eisenhammers mit zugehörigem Schloss“ werden als Bodendenkmal unter der Aktennummer D-3-6237-0024 geführt.

## Beschreibung
Der Eisenhammer lag am Grünhundweiher, der vom Erlbach und dem Schaumbach gespeist wurde. Der Hammer wird vom 14. bis zum 17. Jahrhundert als eisenverarbeitendes Werk genannt, 1570 war er ein Blechhammer. In einem Bericht an den Kürfürst Ferdinand Maria von 1666 heißt es: „Grünhundt. Ein Eisenhammer, Bürgermeister und Rat zu Eschenbach angehörig, aber ganz eingefallen und dergestalt eingegangen, daß derselbe lange nicht mehr aufgebaut oder zu „genießen“ sein  wird. Es haben sich zwar Bürgermeister und Rat anerboten, wenn ihnen von gnädigster Herrschaft das notwendige Bauholz ohne Waldzins gereicht würde, denselben allgemach wieder aufzubauen.“